# Чили на зимних Олимпийских играх 1964
Чили принимала участие в Зимних Олимпийских играх 1964 года в Инсбруке (Австрия) в пятый раз за свою историю, но не завоевала ни одной медали.

## Состав сборной
Чили представляли пятеро спортсменов, все — мужчины-горнолыжники. Младшим участником сборной был 20-летний Хуан Ольц, старшим — 27-летний Висенте Вера.

## Результаты

### Горнолыжный спорт
Соревнования  прошли с 30 января по 8 февраля. Соревнования по скоростному спуску проходили на горе Пачеркофель, по остальным видам — возле деревни Аксамер Лицум. Это была первая олимпиада, на которой время фиксировалось с точностью до сотых долей секунды, а не до десятых. Данные соревнования одновременно считались соревнованиями 18-го чемпионата мира по горнолыжному спорту.
| Спортсмен        | Соревнование      | Результат         | Результат |
| Спортсмен        | Соревнование      | Время             | Место     |
| ---------------- | ----------------- | ----------------- | --------- |
| Клаудио Вернли   | Скоростной спуск  | дисквалифицирован | —         |
| Хуан Ольц        | Скоростной спуск  | 4:51,18           | 77        |
| Эрнан Боэр       | Скоростной спуск  | 2:41,67           | 58        |
| Хуан Ольц        | Гигантский слалом | не финишировал    | —         |
| Франсиско Кортес | Гигантский слалом | 2:22.08           | 66        |
| Клаудио Вернли   | Гигантский слалом | 2:14,48           | 54        |
| Эрнан Боэр       | Гигантский слалом | 2:09,71           | 44        |

Слалом
| Спортсмен        | Квалификация   | Квалификация | Квалификация   | Квалификация | Финал          |
| Спортсмен        | Время 1        | Место        | Время 2        | Место        | Финал          |
| ---------------- | -------------- | ------------ | -------------- | ------------ | -------------- |
| Эрнан Боэр       | не финишировал | —            | 1:01,95        | 33           | не участвовали |
| Висенте Вера     | 1:14,82        | 73           | не финишировал | —            | не участвовали |
| Хуан Ольц        | 1:07,56        | 59           | 1:04,38        | 38           | не участвовали |
| Франсиско Кортес | 1:04,43        | 52           | не финишировал | —            | не участвовали |